# Lista de deputados estaduais de Minas Gerais da 7.ª legislatura
Esta é uma lista de deputados estaduais de Minas Gerais eleitos para a 7ª Legislatura. São relacionados o nome civil dos parlamentares que assumiram o cargo em 1971, cujo mandato expirou em 1975.

## Composição das bancadas
| Partido | Líder                  | Bancada | Posição  |
| ------- | ---------------------- | ------- | -------- |
| ARENA   | Bonifácio de Andrada   | 47 / 59 | Governo  |
| MDB     | Haroldo Lopes da Costa | 12 / 59 | Oposição |

## Relação
| Nome                               | Partido | Observações |
| ---------------------------------- | ------- | --- |
| Amilcar Campos Padovani            | MDB     | |
| Anthero Rocha                      | ARENA   | |
| Artur Fagundes de Oliveira         | ARENA   | |
| Bonifácio José Tamm de Andrada     | ARENA   | |
| Carlos Eloy Carvalho Guimarães     | ARENA   | |
| Christovam Chiaradia               | ARENA   | |
| Dalton Moreira Canabrava           | MDB     | |
| Dênio Moreira de Carvalho          | ARENA   | |
| Edgard de Vasconcelos Barros       | ARENA   | |
| Euclides Pereira Cintra            | ARENA   | |
| Eurípedes Craide                   | MDB     | |
| Expedito de Faria Tavares          | ARENA   | Licenciou-se para ocupar o cargo de Secretário de Estado do Interior e Justiça, sendo substituído por Cyro de Aguiar Maciel a partir de 12/3/1973.                   |
| Fábio Botelho Notini               | MDB     | |
| Fábio Vasconcellos                 | ARENA   | |
| Fernando Junqueira Reis de Andrade | ARENA   | |
| Francisco Bilac Moreira Pinto      | ARENA   | |
| Geraldo Martins Silveira           | ARENA   | |
| Geraldo Morais Quintão             | ARENA   | |
| Gerardo Henrique Machado Renault   | ARENA   | |
| Haroldo Lopes da Costa             | MDB     | |
| Ibrahim Abi-Ackel                  | ARENA   | |
| Ivo Miranda de Morais              | ARENA   | |
| Jairo Pereira da Silva             | ARENA   | |
| Jésus Trindade Barreto             | ARENA   | |
| João Bello de Oliveira Filho       | ARENA   | |
| João Carlos Ribeiro de Navarro     | ARENA   | |
| João de Araújo Ferraz              | ARENA   | |
| João Gomes Moreira                 | MDB     | |
| João Marques de Vasconcellos       | ARENA   | |
| João Pedro Gustin                  | ARENA   | |
| Joaquim de Melo Freire             | ARENA   | |
| Joaquim Roberto Leão Borges        | ARENA   | |
| José Laviola Matos                 | ARENA   | |
| José Luiz Baccarini                | MDB     | |
| José Mendes Honório                | ARENA   | |
| Lourival Brasil Filho              | ARENA   | |
| Lúcio de Souza Cruz                | ARENA   | |
| Manoel da Silva Costa              | ARENA   | Faleceu em 16/9/1973, sendo substituído por Raimundo Soares de Albergaria Filho a partir de 20/9/1973.                                                               |
| Marcos Wellington de Castro Tito   | MDB     | |
| Mário Assad                        | ARENA   | |
| Mário Hugo Ladeira                 | ARENA   | |
| Milton Salomon Salles              | ARENA   | |
| Moacir Lopes                       | ARENA   | Renunciou em 28/1/1973, para tomar posse como Prefeito Municipal de Montes Claros, sendo substituído por Humberto Guimarães Souto.                                   |
| Morvan Aloysio Acayaba de Rezende  | ARENA   | |
| Narcélio Mendes Ferreira           | ARENA   | |
| Nelson José Lombardi               | ARENA   | |
| Rafael Caio Nunes Coelho           | ARENA   | Licenciou-se para ocupar o cargo de Secretário de Estado do Interior e Justiça, sendo substituído por Humberto Guimarães Souto no período de 16/3/1971 a 30/11/1972. |
| Raymundo Tarcisio Delgado          | MDB     | |
| Rodolfo Leite de Oliveira          | MDB     | Por decisão do TRE, perdeu seu mandato, sendo substituído por Nílson Gontijo Santos a partir de 2/3/1973.                                                            |
| Ronaldo Passos Canedo              | ARENA   | |
| Ruy da Costa Val                   | ARENA   | Licenciou-se para ocupar o cargo de Secretário de Estado do Trabalho e Ação Social, sendo substituído por Maurílio Miranda Cambraia a partir de 24/5/1974.           |
| Said Paulo Arges                   | MDB     | |
| Samir Tannús                       | ARENA   | |
| Sebastião Alves do Nascimento      | ARENA   | |
| Sebastião Pinheiro Chagas          | ARENA   | |
| Sylo da Silva Costa                | ARENA   | |
| Valdir Melgaço Barbosa             | ARENA   | |
| Vicente Fernandes Guabiroba        | ARENA   | |
| Wilson Luiz Tanure                 | MDB     | |